# Sofía Gala Castiglione
Sofía Gala (Buenos Aires, 24 de janeiro de 1987) é uma atriz argentina. Sua estreia na televisão veio com Los Roldán , em 2004, aos 17 anos. Em 2007, ela estrelou o filme El resultado del amor, um papel que lhe valeu o Prêmio Cóndor de Plata e o de melhor atriz no Festival de Havana.

## Filmografia
| Ano  | Título                | Papel          | Nota(s) |
| ---- | --------------------- | -------------- | --- |
| 2007 | El resultado del amor | Mabel          | Prêmio Cóndor de Plata de Atriz Revelação Melhor Atriz no Festival de Havana Indicada—Prêmio Clarín de Melhor Atriz |
| 2008 | La Ronda              | Lucía          | |
| 2008 | Rodney                | Lucía          | |
| 2009 | Piedras               | Livia          | |
| 2009 | Paco                  | Belén          | |
| 2010 | Tetro                 | María Luisa    | Filme de Francis Ford Coppola                                                                                       |
| 2010 | El Sol                | La Checo (voz) | |
| 2012 | Todos Tenemos un Plan | Rosa           | |
| 2017 | Alanis                | Alanis         | San Sebastián International Film Festival: Silver Shell de Melhor Atriz                                             |

## Televisão
| Ano  | Título                      | Papel         | Nota(s)                                                                          |
| ---- | --------------------------- | ------------- | -------------------------------------------------------------------------------- |
| 1995 | Moria Banana                |               | Participação em esboços                                                          |
| 1996 | Atorrantes                  | Repórter      |                                                                                  |
| 2000 | Intratables                 | Repórter      |                                                                                  |
| 2004 | Los Roldán                  | Sofía Estévez |                                                                                  |
| 2006 | El tiempo no para           | Anita         |                                                                                  |
| 2008 | Mujeres asesinas            | Gabriela      | episódio: "Nina, desconfiada"                                                    |
| 2010 | Lo que el tiempo nos dejó   | Nina          | episódio: "La ley primera"                                                       |
| 2011 | Historias de la primera vez | Luján         | episódio: "La primera vez que fui padre"                                         |
| 2012 | El donante                  |               | episódio: "Más problemas para Bruno"                                             |
| 2012 | Historia clínica            |               | episódio: "Ernesto "Che" Guevara: Tantas veces me mataron, tantas veces me morí" |
| 2012 | 23 pares                    | Ana Orozco    | 13 episódios                                                                     |